# Emerson Electric Company
Emerson Electric Company ist ein multinationaler Konzern mit Sitz in Ferguson im US-Bundesstaat Missouri. Das Fortune-500-Unternehmen bietet Ingenieurdienstleistungen und Produkte für eine breite Palette von Industrie-, Handels- und Endkundenmärkten an.
Das Unternehmen ist einer der größten Energietechnikhersteller der USA mit ca. 255 Werken in 150 Ländern. Im Jahre 2017 wurden weltweit 76.500 Angestellte beschäftigt.

## Geschichte
Emerson wurde 1890 in St. Louis, als Emerson Electric Manufacturing Co. vom Bürgerkriegsveteranen Jon Wesley Emerson gegründet. Zuerst wurden elektrische Motoren, basierend auf einem Patent der beiden schottischen Brüder Charles und Alexander Meston, hergestellt. 1892 verkaufte es als erstes Unternehmen in den Vereinigten Staaten elektrische Ventilatoren. Das Produktportfolio wurde sehr schnell um Nähmaschinen, Zahnbohrer und Elektrowerkzeuge erweitert.
Während des Zweiten Weltkriegs wurde unter der Leitung von Stuart Symington das Unternehmen zum größten Hersteller von Flugzeugbewaffnung. Symington wurde 1947–1950 erster United States Secretary of the Air Force, 1953–1976 demokratischer Senator für den Staat Missouri und Kandidat für die amerikanischen Präsidentschaftswahlen von 1960.
1954 wurde W. R. „Buck“ Persons zum Vorstandsvorsitzenden ernannt. Unter seiner Leitung wurde begonnen, die Produktpalette von Emerson durch die Akquirierung von 36 verschiedenen Unternehmen zu diversifizieren. Als er 1973 in den Ruhestand eintrat, beschäftigte Emerson mehr als 31.000 Angestellte in 82 Konzernunternehmen und erstmals überschritt der Umsatz die Marke von einer Milliarde Dollar.
Charles F. Knight war von 1973 bis 2000 CEO und ab 1974 auch Verwaltungsratsvorsitzender. Seine Amtszeit war geprägt von einem rigorosen Planungsprozess, neuen Produkt- und Technikentwicklungen, Akquisitionen und Joint Ventures sowie internationalem Wachstum.
In Aachen eröffnete Emerson 2005 seine Europazentrale für Klimageräte. Ein Werk dafür steht im benachbarten Welkenraedt.
Führende Angestellte von Emerson trafen sich am 30. Januar 2008 mit dem Präsidenten und Regierungsbehörden von Costa Rica und verhandelten über größere Investitionen in Lateinamerika mit Schwerpunkt Costa Rica. Die Planungen für diese Investitionen sehen vor, mehr als 500 Ingenieure über einen Zeitraum von vier Jahren hinweg einzustellen.
Am 26. Juli 2011 gab Emerson bekannt, dass es seine Lateinamerikazentrale in Sunrise (Florida) eröffnen wird.
Der Bereich Emerson Network Power wurde zum 1. Dezember 2016 an Platinum Equity verkauft und in Vertiv umbenannt.
Seit dem 5. Februar 2021 ist Lal Karsanbhai CEO des Unternehmens. Er löste den seit 2000 amtierenden David N. Farr ab, welcher seit 2004 Verwaltungsratsvorsitzender ist.

## Unternehmensstruktur

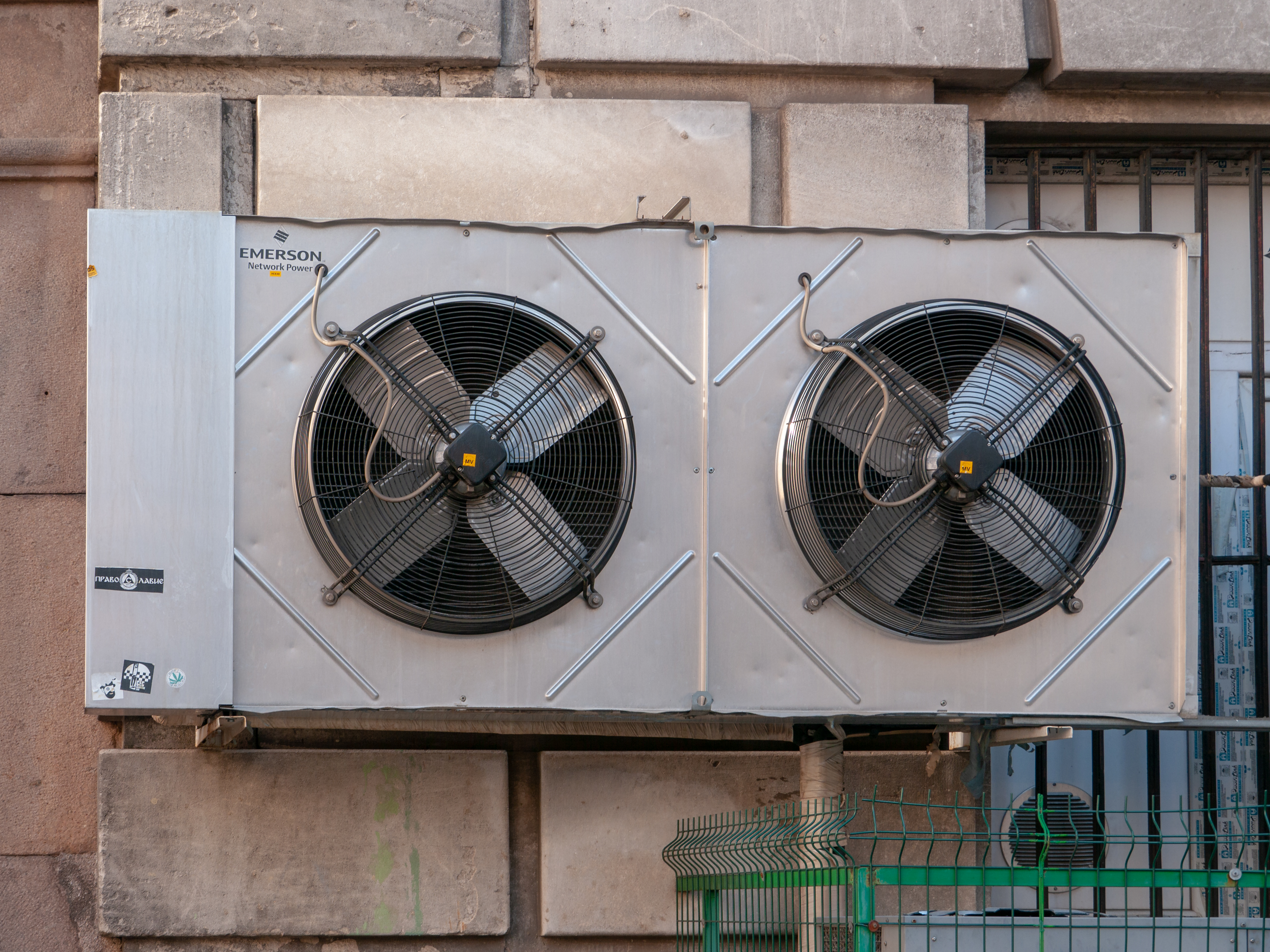
Kondensator einer Klimaanlage von Emerson in Sofia

Das Unternehmen bietet seine Produkte und Dienstleistungen in zwei Hauptgeschäftsfeldern an:
1. Emerson Automation Solutions
2. Emerson Commercial & Residential Solutions

## Zahlen
Das Fiskaljahr endet im September des Jahres.
| Fiskaljahr | Umsatz in Millionen US$ | Mitarbeiter |
| ---------- | ----------------------- | ----------- |
| 1998       | 13.236                  | 111.800     |
| 1999       | 14.022                  | 116.900     |
| 2000       | 15.118                  | 123.400     |
| 2001       | 15.078                  | 124.500     |
| 2002       | 13.496                  | 111.500     |
| 2003       | 13.635                  | 106.700     |
| 2004       | 15.226                  | 107.800     |
| 2005       | 16.902                  | 114.200     |
| 2006       | 19.734                  | 127.800     |
| 2007       | 22.131                  | 137.700     |
| 2008       | 24.807                  | 140.700     |
| 2012       | 24.412                  | 134.900     |
| 2013       | 24.669                  | 131.600     |
| 2014       | 24.537                  | 115.100     |
| 2015       | 22.304                  | 110.800     |
| 2016       | 14.522                  | 103.500     |
| 2017       | 15.264                  | 76.500      |
| 2018       | 17.408                  | 87.500      |
| 2019       | 18.372                  | 88.000      |
| 2020       | 16.785                  | 83.500      |